# Barbara Marianowska

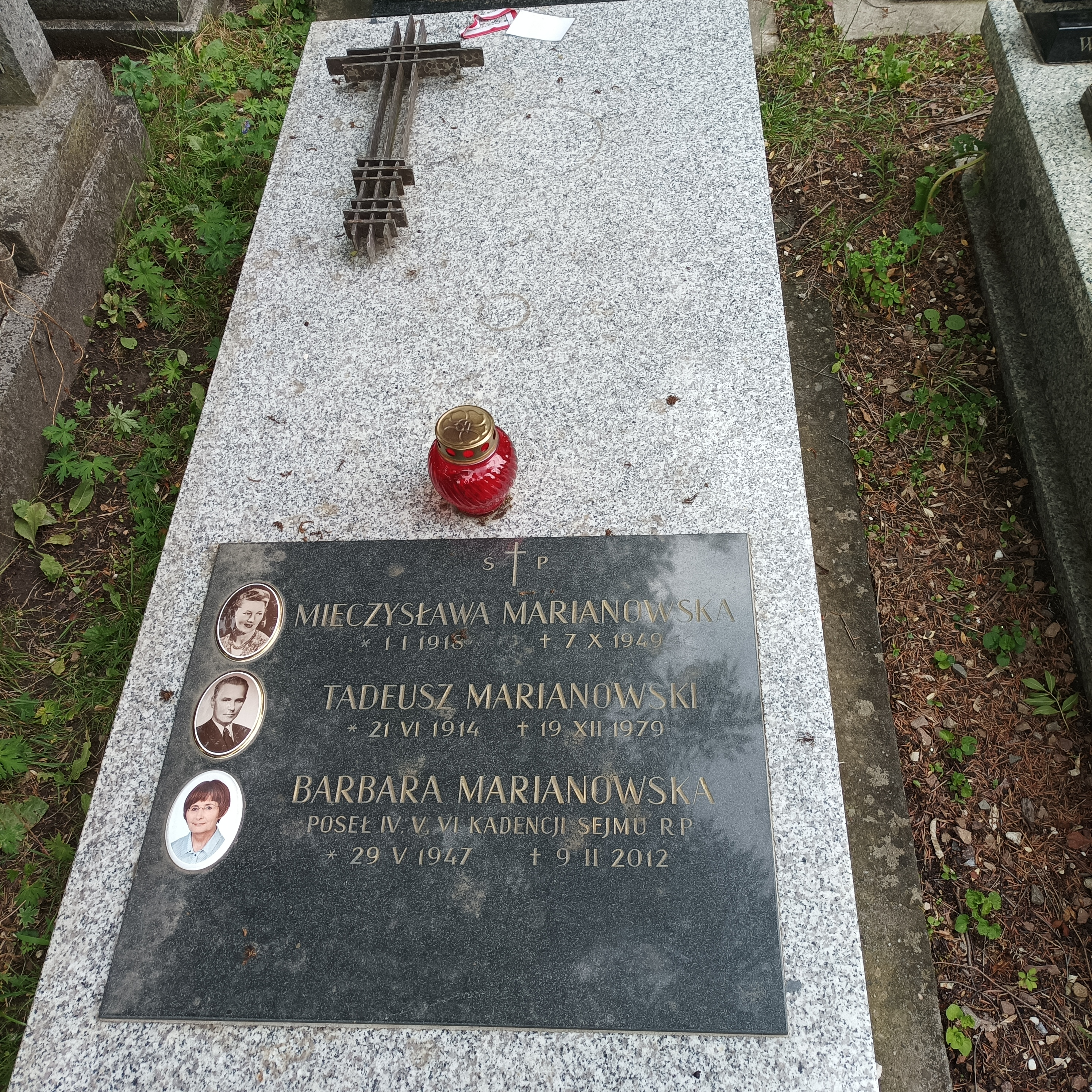
Grób Barbary Marianowskiej na cmentarzu wojskowym przy ul. Prandoty

Barbara Marianowska z domu Zabłocka (ur. 29 maja 1947 w Diddington, zm. 9 lutego 2012 w Koźmicach Wielkich) – polska polityk, ekonomistka, posłanka na Sejm IV, V i VI kadencji.

## Życiorys
Córka Wiesława i Zofii. W 1976 ukończyła studia na Wydziale Ekonomiki Produkcji Akademii Ekonomicznej w Krakowie. W latach 1966–1983 pracowała jako księgowa i ekonomistka w Krakowskim Biurze Projektów, Akademii Górniczo-Hutniczej, Ośrodku Badawczo-Rozwojowym Centrum Badawczo-Analitycznego. W latach 1983–1992 była starszym inspektorem Izby Skarbowej w Krakowie. Od 1992 do 1994 pracowała jako starszy komisarz skarbowy w Urzędzie Kontroli Skarbowej w Krakowie. Później do 2001 była zatrudniona w Najwyższej Izbie Kontroli na stanowiskach kontrolera i głównego specjalisty kontroli państwowej w delegaturze NIK w Krakowie.
W 1980 została członkinią Niezależnego Samorządnego Związku Zawodowego„Solidarność”, w latach 1989–1991 należała do komisji zakładowej związku w Izbie Skarbowej w Krakowie, a w latach 1992–1994 przewodniczyła komisji zakładowej związku w Urzędzie Kontroli Skarbowej w Krakowie. W 1998 została członkiem Stowarzyszenia Księgowych w Polsce, a w 2000 członkinią Krajowej Izby Biegłych Rewidentów. W 2002 wstąpiła do Prawa i Sprawiedliwości, zasiadła we władzach regionalnych i krajowych tej partii.
W 2001 i 2005 z listy Prawa i Sprawiedliwości była wybierana na posła w okręgu tarnowskim. W 2007 po raz trzeci uzyskała mandat poselski, otrzymując 21 654 głosy. W 2011 nie została ponownie wybrana. W rankingu „Polityki” z 2005 została zaliczona do dziesiątki najbardziej pracowitych posłów IV kadencji Sejmu, pracowała m.in. na projektem ustawy regulującej zwrot podatku VAT w budownictwie.
Zmarła 9 lutego 2012 w swoim domu w Koźmicach Wielkich. 11 dni później została pochowana na Cmentarzu Rakowickim w Krakowie (cmentarzu wojskowym przy ul. Prandoty, kw. LXXXII/3/45). Prezydent Bronisław Komorowski nadał jej pośmiertnie w 2012 Krzyż Oficerski Orderu Odrodzenia Polski (za wybitne osiągnięcia w podejmowanej z pożytkiem dla kraju działalności państwowej, publicznej i społecznej).